# Ростислав Димитров
Ростислав Димитров е български лекоатлет, бивш състезател на троен скок. Роден в Русе на 26 декември 1974 г.
Треньори са му били Сийка Младенова, Маринела Маринова, Марин Дончев Маринов, Чавдар Чендов и Христо Марков.
Русенецът е един от най-добрите атлети в историята на българската атлетика, като освен сребърен медал от световно през 1999 г. има същото отличие от европейско първенство в зала през 2000 г. и бронз от еврошампионата на открито през 1998 г.
Ростислав е един от тримата български атлети при мъжете, които имат медали от световни първенства заедно с Христо Марков (троен скок – злато -1987 г.) и Атанас Търев (овчарски скок – бронз 1983 г.). Ростислав Димитров постига най-големите си спортни успехи заедно с дългогодишния му треньор Марин Дончев Маринов (Треньор №3 на България – 1999 г.)
След края на кариерата си през 2004 г. Ростислав работи в Лас Вегас (2005 – 2010), а през 2010 г. се завъръща в България и става треньор в родния си град Русе. Именно тогава Ростислав среща втората си съпруга Алекандра Рибарова-Димитрова, която е многократна национална шампионка на петобой, седмобой и копие. От първия си брак Ростислав има две дъщери (Ростислава и Константина).

## Отличия
| година             | състезание                             | място             | класиране | дисциплина | постижение                |
| Представя България |                                        |                   |           |            |                           |
| 1992               | Световно първенстов за юноши и девойки | Сеул, Южна Корея  | 10-и (q)  | Троен скок | 15.22 m (вятър: -0.6 m/s) |
| 1998               | Европейски шампионат                   | Будапеща, Унгария | 3-ти      | Троен скок | 17.26 m                   |
| 1999               | Световно първенство в зала             | Маебаши, Япония   | DQ (2-ри) | Троен скок |                           |
| 1999               | Световно първенство                    | Севиля, Испания   | 2-ри      | Троен скок | 17.49 m PB                |
| 2000               | Европейско първенство в зала           | Гент, Белгия      | 2-ри      | Троен скок | 17.22 m                   |
| 2000               | Олимпийски игри                        | Сидни, Австралия  | 9-и       | Троен скок | 16.95 m                   |
| 2000               | Финал Гранд При IAAF                   | Доха, ОАЕ         | 2-ри      | Троен скок | 17.11 m                   |
| 2002               | Европейско първенство в зала           | Виена, Австрия    | 5-и       | Троен скок | 16.79 m                   |
| 2002               | Европейско първенство                  | Мюнхен, Германия  | 9-и       | Троен скок | 16.57 m                   |

## Награди
- Спортист №3 на България – 1999 г.